# Jakub Obrovský
Jakub Obrovský (n. 23 decembrie 1882, Brno-Bystrc⁠(d), Țările Coroanei Boeme, Austro-Ungaria – d. 31 martie 1949, Praga, Cehoslovacia) a fost un sculptor ce a reprezentat Austro-Ungaria, medaliat olimpic. A participat la 3 ediții ale Jocurilor Olimpice (1924, 1932, 1948) în care a câștigat o medalie de bronz.